# 876
Évszázadok: 8. század – 9. század – 10. század
Évtizedek: 820-as évek – 830-as évek – 840-es évek – 850-es évek – 860-as évek – 870-es évek – 880-as évek – 890-es évek – 900-as évek – 910-es évek – 920-as évek
Évek: 871 – 872 – 873 – 874 –  875 – 876 – 877 – 878 – 879 – 880 – 881

## Események

### Európa
- A bizánciak elfoglalják Barit és megteszik dél-itáliai területük a Longobárd thema központjává. Barit 871-ben foglalta vissza a szaracénoktól II. Lajos itáliai császár, de halála után a város helyzete bizonytalanná vált.
- Augusztusban szélütés következtében meghal a 71 éves Német Lajos keleti frank király. Országát már korábban szétosztotta három fia között: Karlmann kapta Bajorországot, Ifjabb Lajos Szászországot, Frankóniát és Türingiát, Kövér Károly pedig Svábiát és Raetiát.
- Német Lajos féltestvére, Kopasz Károly nyugati frank király (és előző évtől frank császár) megpróbálja uralma alá vonni a Keleti Frank Királyságot, de Ifjabb Lajos az andernachi csatában megfutamítja a seregét.
- VIII. János pápa Kopasz Károly kérésére Ansegisus sensi érseket Gallia és Germánia prímásává nevezi ki, a helyi érsekek és püspökök fölé helyezve őt. Károly (aki azt remélte, hogy így nagyobb befolyásra tehet szert az egyház – különösen a keleti, német püspökségek – felett) a ponthioni zsinaton próbálja elfogadtatni a döntést, de a frank érsekek ezt jogaik csorbításaként fogják fel és tiltakoznak Ansegisus kinevezése ellen.
- VIII. János megszervezi a dél-itáliai városok (Salerno, Capua, Nápoly, Gaeta, Amalfi) szövetségét a szaracén hódítók ellen.
- VIII. János kiközösíti Formosus portói bíborost, miután az (félve a megtorlástól, mert ellenezte Kopasz Károly császárrá koronázását) elmenekült Rómából.
- Német Lajos halálát követően Domagoj horvát fejedelem fellázad a frank uralom ellen. Betör Isztriába, majd hajóival megtámadja Velencét, de annak flottája visszaveri őket. Domagoj még ebben az évben meghal, utódja ismeretlen nevű fia (egy későbbi félrefordítás szerint Iljko).
- Karlmann bajor király törvénytelen fiát, Arnulfot nevezi ki Karantánia és Pannónia hercegévé.
- Halfdan Ragnarsson, a yorki vikingek vezére visszatér Yorkba, elmozdítja Ricsige bábkirályt és saját vezetésével megalapítja a Jórviki Királyságot.
- Gurvand és Pascweten breton társhercegek viszonya a fegyveres konfliktusig fajul. A súlyosan beteg Gurvand visszaveri riválisa támadását, de hamarosan mindketten meghalnak. A viszályt Gurvand fia, Judicael és Pascweten öccse, Alain folytatja.
- Sokszor halálos kimenetelő, lázas betegség, az ún. "olasz láz" terjed Itáliában, valószínűleg a vírusos influenza első európai megjelenéseként.

### Japán
- A 26 éves Szeiva császár lemond a trónról 5 éves fia, Józei javára. A tényleges hatalom ekkor Fudzsivara no Motocune kampaku (felnőtt császár melletti régens) kezében van, aki az uralkodóváltás után szesszó (tényleges régens) címet veszi fel.

## Születések
- Madarász Henrik, keleti frank király
- Rilai Szent János, bolgár remete
- Toda Aznárez, navarrai királyné, régens

## Halálozások
- január 31. – Altdorfi Hemma, Német Lajos felesége
- augusztus 18. – Német Lajos, keleti frank király
- I. Bagrat, ibériai fejedelem
- Domagoj, horvát fejedelem
- Gurvand, breton herceg
- Auxerre-i Heiric, frank teológus
- Pascweten, breton herceg

## Fordítás
- Ez a szócikk részben vagy egészben  a(z)   876 című angol Wikipédia-szócikk ezen változatának fordításán alapul.  Az eredeti cikk szerkesztőit annak laptörténete sorolja fel. Ez a jelzés csupán a megfogalmazás eredetét és a szerzői jogokat jelzi, nem szolgál a cikkben szereplő információk forrásmegjelöléseként.